# George Padmore

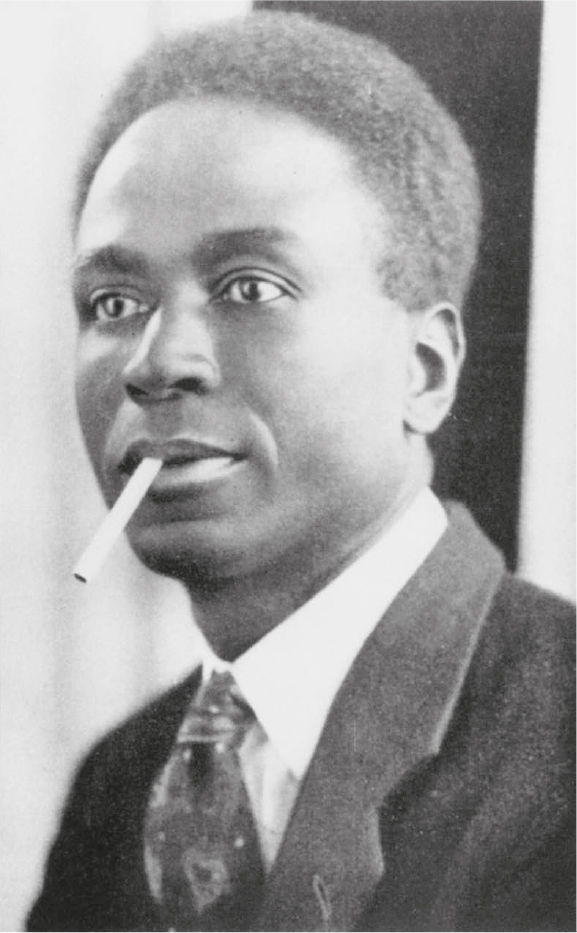
George Padmore około 1937

George Padmore (ur. 28 czerwca 1903 na Trynidadzie, zm. 23 września 1959) – trynidadzki polityk, dziennikarz, działacz i ideolog panafrykanizmu, pisarz marksistowski, komunista, publicysta.
Syn wybitnego zoologa i pierwszego czarnoskórego przyjętego na członka Towarzystwa Entomologicznego w Londynie, George Padmore przebywał od 1924 w USA, gdzie studiował na Fisk University i został absolwentem prawa na Howard University w Waszyngtonie (obie uczelnie zrzeszały społeczność czarnoskórych). Jeszcze jako student Howard University zaangażował się w działalność Komunistycznej Partii USA (CP USA). Od 1930 do 1933 przebywał w Moskwie, by następnie przenieść się do Niemiec. Ten 3-letni okres wykorzystał jako działacz Międzynarodówki Komunistycznej. Po emigracji do Niemiec redagował w Hamburgu pismo "Negro Worker" ("Murzyński Robotnik"). W 1933 do władzy doszła nazistowska partia NSDAP, której władze pozbawiły Padmore'a wolności. Po 6 miesiącach spędzonych w więzieniu został deportowany do Anglii. Kiedy w 1935 ZSRR i Francja zawarły umowę o wzajemnej pomocy przeciwko potencjalnej agresji, Padmore porzucił członkostwo partii komunistycznej. Był przeciwnikiem przymierzy z państwami kolonialnymi. W 1944 założył Federację Panafrykańską. W 1957 wyjechał do Ghany, gdzie został doradcą prezydenta Kwame Nkrumaha.